# Prinz-Friedrich-August-Höhe
Die Prinz-Friedrich-August-Höhe (469,1 m), zumeist kurz Friedrich-August-Höhe genannt, ist ein Berg im Landkreis Bautzen in Sachsen. Er liegt im Südwesten der Gemarkung von Sohland an der Spree bei Neudorf im Lausitzer Bergland.

## Geographie
Die Friedrich-August-Höhe ist der südöstliche Ausläufer des Kinderberges (Liščí vrch, 480 m). Sie erhebt sich nördlich von Neudorf und wird im Süden vom Sohlander Dorfbach und im Norden vom Tännichtwasser umflossen. Nördlich erhebt sich der Tännichtberg (461 m), südöstlich der Müllersberg (401 m), im Süden die Schwarze Koppe (470 m), südwestlich der Barthelsberg (462 m) sowie westlich der Fuchsberg (473 m). An seinem Fuß liegt im Norden Tännicht, im Osten Obersohland und im Süden Neudorf. Westlich befindet sich auf böhmischem Gebiet Röhrsdorf (Liščí). Über die Friedrich-August-Höhe verläuft der Oberlausitzer Bergweg.

## Geschichte
Bis zum Ende des 19. Jahrhunderts war die Friedrich-August-Höhe eine namenlose, von niedrigen Granodioritklippen gekrönte Erhebung am Südrand des Tännichtwaldes. Im Jahre 1900 entstand auf der Höhe eine Bergbaude mit Aussichtsturm, die nach dem sächsischen Prinzen Friedrich August benannt wurde.
In den 1950er Jahren errichteten die Sohlander Skisportler, die zuvor ihr Domizil an der Schwarzen Koppe hatten, um die Friedrich-August-Höhe neue Wintersportanlagen. 1950 entstand am Osthang eine Abfahrtsstrecke zu Schmottlachs Wiese am heutigen Bergweg in Obersohland. Drei Jahre später wurden Loipen an der Prinz-Friedrich-August-Höhe sowie eine Kradjöringstrecke vom Kinderheim Sonnenblick in Obersohland zum ehemaligen Zollamt bei Neudorf bzw. auf die Höhe angelegt. Außerdem entstand eine Rodelbahn von der Prinz-Friedrich-August-Höhe bis zur Tischlerei Böhme. 1956 wurde am Nordhang eine neue Abfahrtsstrecke zur  Habichtwiese mit den Schwierigkeiten „Linas Höh“, „Kamel“ und „Kanonenrohr“ hergestellt.
Seit den 1960er Jahren trug die von der Handelsorganisation (HO) bewirtschaftete Prinz-Friedrich-August-Baude den Namen „Grenzbaude“, und der Aussichtsturm wurde namenlos.
Die Pisten an der Friedrich-August-Höhe wurden in den 1970er Jahren nach der Errichtung des neuen Wintersportzentrums Tännicht aufgegeben.
Die heute mit dem Aussichtsturm unter Denkmalschutz stehende Prinz-Friedrich-August-Baude wird als Berggaststätte bewirtschaftet. Neben der Baude befinden sich am Gartenlokal eine Minigolfanlage und ein Spielplatz.

## Prinz-Friedrich-August-Turm
Der im Jahre 1900 errichtete steinerne Aussichtsturm hat eine Höhe von 20 m und ist an die gleichnamige Bergbaude angebaut. Seit seiner Sanierung ist die offene Aussichtsplattform überdacht. Die Aussicht reicht im Osten über Obersohland bis zum Brandbusch, im Südosten bis Neugrafenwalde und Schluckenau sowie zum Spitzberg (Špičák, 481 m) und im Süden über Neudorf zur Schwarzen Koppe.